# François Margot
François Margot, né en 1955, est un pianiste, organiste et compositeur vaudois.

## Biographie
François Margot naît en 1955. Il est fils de pasteur et a un frère, hautboïste, et une sœur.
Il a la particularité de ne posséder aucun papier prouvant ses aptitudes : pas de certificat de fin d'études, pas de diplôme du conservatoire, rien excepté un certificat de l’Église réformée vaudoise obtenu en 1969 : le niveau 3 des organistes. Il commence la musique par l'harmonica avant de passer à la flûte à bec. À 8 ans, il se met au piano et, dès que ses pieds ont pu toucher les pédales, il s’installe à l’harmonium. Dès 12 ans, il prend des cours d’orgue sous la houlette de Marc Dubugnon, organiste à Vevey. Ce professeur lui permettra également de donner ses premières leçons de piano : François a alors 15 ans, les élèves en ont 10.
Il a participé au fil des ans à de très nombreux concerts, aussi bien comme soliste que comme accompagnateur, partenaire de musique de chambre, ou au sein de l'orchestre, dans plusieurs pays d'Europe ainsi qu'aux États-Unis et en Extrême-Orient. Pianiste puis sous-directeur du chœur Pro Arte de Lausanne depuis 1979, il a aussi joué avec beaucoup d'autres ensembles vocaux, amateurs ou professionnels, et est le répétiteur occasionnel ou régulier de divers solistes comme Barbara Hendricks ou Gilles Cachemaille. Son catalogue de compositions dépasse les 350 numéros, dont environ 80 ont été créées en concert, dans des styles et pour des effectifs variés. Son talent de pianiste se révèle également dans le style du piano-bar.
De 1990 à 2000, il dirige un ensemble vocal dans la région de Cossonay : « La chorale de la Charrue » et effectue des remplacements dans d’autres chœurs. En 1998, il est engagé comme prof de musique dans l’établissement scolaire de La Sarraz. Il participe également aux stages d'été "musique-Montagne" mis en place par Christophe Gesseney.
Il habite Aubonne.

## Sources
- « François Margot », sur la base de données des personnalités vaudoises sur la plateforme « Patrinum » de la Bibliothèque cantonale et universitaire de Lausanne.
- 24 Heures, 2012/05/31 p. 39